# Lisey's Story (miniserie)
Lisey's Story es una miniserie de terror dramático para Apple TV+ basada en la novela de 2006 del mismo nombre de Stephen King. Fue estrenada el 4 de junio de 2021. 

## Sinopsis
A dos años después de la muerte de su esposo, una serie de eventos hace que Lisey comience a enfrentar realidades asombrosas sobre ella que había reprimido y olvidado.

## Reparto

### Principales
- Julianne Moore como Lisey Landon
- Clive Owen como Scott Landon
- Jennifer Jason Leigh como Darla Debusher
- Joan Allen como Amanda Debusher
- Dane DeHaan como Jim Dooley
- Michael Pitt como Andrew Landon

### Recurrentes
- Sung Kang como Dan Beckman

## Episodios
| N.º | Título                   | Dirigido por  | Escrito por  | Fecha de emisión original |
| --- | ------------------------ | ------------- | ------------ | ------------------------- |
| 1   | «Bool Hunt»              | Pablo Larraín | Stephen King | 4 de junio de 2021        |
| 2   | «Blood Bool»             | Pablo Larraín | Stephen King | 4 de junio de 2021        |
| 3   | «Under the Yum-Yum Tree» | Pablo Larraín | Stephen King | 11 de junio de 2021       |
| 4   | «Jim Dandy»              | Pablo Larraín | Stephen King | 18 de junio de 2021       |
| 5   | «The Good Brother»       | Pablo Larraín | Stephen King | 25 de junio de 2021       |
| 6   | «Now You Must Be Still»  | Pablo Larraín | Stephen King | 2 de julio de 2021        |
| 7   | «No Light, No Spark»     | Pablo Larraín | Stephen King | 9 de julio de 2021        |
| 8   | «Lisey’s Story"»         | Pablo Larraín | Stephen King | 16 de julio de 2021       |

## Producción

### Desarrollo
El 23 de septiembre de 2013, se anunció que Josh Boone dirigiría una versión cinematográfica basada en la novela de Stephen King Lisey's Story.
El 8 de agosto de 2017, King expresó interés en ver su novela adaptada como una serie de televisión, «Lisey's Story es mi libro favorito y me encantaría verlo hecho, especialmente ahora que hay una especie de apertura en los servicios de transmisión en TV e incluso en las cadenas de cable. Ahora hay más libertad para hacer cosas y cuando haces una película de un libro, hay algo que yo llamo el síndrome de sentarse en una maleta. Ahí es donde intentas empacar toda la ropa a la vez y la maleta no se cierra. Por lo tanto, es difícil tomar un libro con textura completa y hacerlo en dos horas y 10 minutos. Pero como [una] serie de televisión tienes 10 horas». El 8 de abril de 2019, se anunció que Apple TV+ dio luz verde al desarrollo de una miniserie de ocho episodios. King se desempeña como guionista y productor ejecutivo junto a Julianne Moore, J. J. Abrams y Ben Stephenson. El 2 de agosto de 2019, Moore afirmó en una entrevista con The Boston Globe que Pablo Larrain dirigiría los episodios.

### Casting
El 8 de abril de 2019, se anunció que Moore fue elegida en el rol principal. El 10 de octubre de 2019, se anunció que Clive Owen fue elegido en un rol principal. En noviembre de 2019, se anunció que Joan Allen y Dane DeHaan fueron elegidos en roles principales. El 6 de diciembre de 2019, se anunció que Sung Kang fue elegido en un rol recurrente.

### Rodaje
La fotografía principal comenzó en octubre de 2019 en Somerset, Nueva Jersey.